# Піносилікат
Піносилікат – будівельний матеріал, який є різновидом ніздрюватого бетону.  Виготовляється зі звичайного вапняно-піщаного розчину з додаванням піноутворювача та обробленням в автоклаві. Цей матеріал поряд з високими тепло- й звукоізоляційними властивостями має низькі коефіцієнти усадки й водопоглинання, має високу пожежостійкість й стійкість до змінного заморожування-відтавання.  Піносилікат, як і газосилікат, виготовляють на основі вапняково-кремнієвого зв'язуючого. Його виготовляють з вспіненої суміші молотого негашеного вапна з тонко помеленим піском, піноутворювача і води.
З піносиліката виготовляють армовані стінові великі блоки, панелі для перегородок і перекриття, термоізоляційні плити та інші вироби. Він вважається місцевим матеріалом оскільки матеріали для його виробництва наявні повсюди у великих кількостях. Густина піносилікату становить 900-1100 кг/м³, межа його міцності на стиск становить 6 - 10 МПа.
З теплоізоляційного піносиліката виготовляють термовкладиші, які використовують для утеплення стін, плити, шкарлупи і короби для огородження теплопроводів та інші теплоізоляційні вироби.
Пінобетон та піносилікат отримують із застосуванням піноутворювачів - смолосапонінового, клеєканіфольного, ГК, алюмосульфонафтенового тощо. Щоб технічна піна до затвердіння її стінок (мембран) не розпадалась, у суміш додають стабілізатори - в'язкі речовини типу рідкого скла, тваринного клею. Основним компонентом суміші є варняно-піщані суміші. Пісок піддають частковому чи повному помолу, деколи зі зв'язувачем. Піну виготовляють окремо у пінозбивачі і потім подають її у пінобетоннозмішувалний апарат, туди ж подають розчинну суміш. Через 2-3 хвилини помішування готова пінобетонна суміш  поступає в бункер, з якого розливається у стальні форми. Далі відбувається технологічний цикл автоклавування. Для виготовлення піносилікату беруть зазвичай до 25% молотого негашеного вапна і кварцовий пісок. Крім піносиліката можна виготовлювати і так званий газосилікат. в якому піноутворення викликається алюмінієвим порошком. В процесі виробництва піносиліката вапно і заповнювач піддають спільному чи роздільному помолу. За роздільного помолу компонентів вапно і заповнювач подрібнюють у трубних чи кульових млинах, а за спільного помолу - в дезінтеграторах.